# توماس لويس (سياسي)
توماس لويس (بالإنجليزية: Thomas Lewis)‏ هو عامل مناجم وسياسي بريطاني وأسترالي (وحمل سابقاً جنسية المملكة المتحدة لبريطانيا العظمى وأيرلندا)، ولد في 1821 في المملكة المتحدة، وتوفي في 16 أبريل 1897 في أستراليا. انتخب عضو الجمعية التشريعية نيو ساوث ويلز عن دائرة Electoral district of Northumberland ‏ (8 ديسمبر 1860 – 11 ديسمبر 1862).